# Улібеля
Улібе́ля (кат. Olivella, вимова літературною каталанською [ułi'βεʎə]) - муніципалітет, розташований в Автономній області Каталонія, в Іспанії. Код муніципалітету за номенклатурою Інституту статистики Каталонії - 81483. Знаходиться у районі (кумарці) Ґарраф (коди району - 17 та GF) провінції Барселона, згідно з новою адміністративною реформою перебуватиме у складі баґарії (округи) Барселона. 